# Arnold Varvarinec
Arnold Varvarinec (* 21. března 1972), známý také jako Lukáts István, Reverend Arnold nebo Mistr je maďarský léčitel, odsouzený únosce a majitel firmy Skybergtech.

## Život
Varvarinec se narodil roku 1972 v Královském Chlmci. Jeho otec, Lukács Miklos, byl poradcem maďarských politiků, včetně ministra obrany. Arnold začal údajně už ve 4 letech zažívat paranormální jevy a zjevil se mu Duch svatý. Později také tvrdil, že se mu zjevil Ježíš, že komunikuje s mimozemšťany, že ho uneslo UFO a že má zázračné léčivé schopnosti. V dospělosti navštívil Filipíny, kde byl vysvěcen na filipínského léčitele.
V průběhu 90.let organizoval semináře a léčebné seance v České republice i na Slovensku. Zájemcům nabízel setkání s mimozemšťany a pozorování létajících talířů na kopci v Královském Chlmci.

## Policejní razie
V letech 1999-2002 došlo k prvnímu případu věznění a týrání ženy, která byla u soudku identifikována jako Markéta K. V letech 2005-2006 došlo k únosu a týrání další ženy, Moniky S. Maďarská ambasáda na případ v roce 2006 upozornila slovenskou policii, a ta vtrhla na Varvarincův ranč v Královském Chlmci, kde osvobodila jednu z unesených žen. Varvarinec podle policie požadoval po jejím manželovi výkupné ve výši 40 000 dolarů.
Na ranči byly objeveny drogy, střelné zbraně, lahvičky s krví, bylinnými směsemi, vúdú panenky se zapíchnutými jehlami, satanistické a okultní knihy, stejně jako Varvarincova vlastní Bible. Na pozemku byl také kamenný pentagram, ve kterém se podle obyvatel Královského Chlmce odehrávaly rituály. Pentagramy se nacházely i v domě (např. na stole).
Varvarinec si po odsouzení změnil jméno na Lukáts István. Přestěhoval se do České republiky a působí ve vedení firem Skybergtech a Nasiga. V roce 2015 o něm TV Barandov vydala reportáž o tom, že chystá vlastní kosmický program a cestovní agenturu pro setkání s mimozemšťany. Oba projekty souvisely s firmou Nasiga.

## Firmy
Arnold Varvarinec má v České republice několik firem, mezi nimi jsou nejvýznamnější Skybergtech a Nasiga. Obě firmy sdílí stejnou adresu. Firma Skybergtech se věnuje vývoji a výzkumu v oblasti elektromagnetizmu a elektromagnetického pole (EMC - EMF) a jiných specifických odvětvích fyziky, astrofyziky a kvantové fyziky. Má bezpečnostní prověrku NBÚ a NÚKIB. Firma figuruje na seznamu dodavatelů pro Ministerstvo Obrany a Vojenský technický ústav.
Nasiga je Varvarincova Národní vesmírná mezigalaktická cestovní kancelář. Podobně jako firma Skybergtech se Nasiga zabývá elektromagnetickou a frekvenční technologiá v oboru EMC a EMF, kvantovou fyzikou, vesmírem a vesmírnými technologiemi. Firma má několik oficiálních certifikátů a vlastní zbrojní program.